# Lucy Tyler-Sharman
Lucy Tyler-Sharman, född den 6 juni 1965 i Louisville, Kentucky, är en australisk tävlingscyklist som tog OS-brons i poängloppet vid olympiska sommarspelen 1996 i Atlanta. Hon har varit gift med cyklisten Martin Vinnicombe.